# Metal Gear Solid: The Twin Snakes
Metal Gear Solid: The Twin Snakes is een computerspel dat geproduceerd is door Silicon Knights en Konami. Het spel is uitgekomen in maart van 2004 voor de GameCube en is een uitgebreide versie van de PlayStation-bestseller uit 1998 Metal Gear Solid. Het spel is grotendeels hetzelfde maar bevat diverse aanpassingen, zoals verbeterde gameplay en graphics.

## Spel
The Twin Snakes werd een paar maanden na Substance (MGS 2: Sons of Liberty) uitgebracht. Het was een complete re-make van MGS 1, maar met de kwaliteit van MGS 2. Ook werden er nieuwe bewegingen aan toegevoegd die al eerder beschikbaar waren bij MGS2, zoals:
- Cornershot/look: de mogelijkheid om om de hoek heen te kijken en te schieten.
- Hold-Up: men kan met deze move vijandelijke "Genome Soldiers" aanhouden en ze dwingen tot     bepaalde doeleinden, zoals voedsel geven of hun naamplaatje.
- Hanging mode: aan de rand van een brug of iets anders hangen om zo de vijand te ontlopen.
- First Person Aiming: de speler kan richten met zijn geweer vanuit eerste persoon.
- Zweefrol: was in het originele spel niet mogelijk
- Bullet Time: een speciaal effect dat werd toegevoegd aan de cut-scenes van het hele spel (dit wordt voor het eerst vertoond in MGS: TTS).

Na de verschijning van The Twin Snakes kreeg Konami veel verzoeken om het ook uit te brengen voor de PS2, wat uiteindelijk niet gebeurde.

## Trivia
- Het spel is opgenomen in het boek 1001 Video Games You Must Play Before You Die van Tony Mott.